# Гребля Табка
Гребля Табка (араб. سد الطبقة) або Саура аль-Дам (араб. سد الثورة, Гребля революції), кам'яно-накидна гребля на Євфраті , за 40 км вгору за течією від міста Ер-Ракка в провінції Ер-Ракка, Сирія. Гребля має 60 м заввишки і 4,5 км завдовжки і є найбільшою греблею в Сирії. Її будівництво призвело до створення водосховища Аль-Ассад, найбільшого водосховища Сирії. Гребля була побудована у 1968–1973 роках за допомогою Радянського Союзу. Міжнародна спільнота допомогла викопати і документувати багато археологічних пам'ятників, що були розташовані в районі майбутнього водосховища, перш ніж вони будуть затоплені через підйом води. Коли плин води річищем Євфрату був скорочений у 1974 році, за для заповнення водосховища, вибухнув конфлікт між Сирією та Іраком , який був врегульований шляхом втручання з боку Саудівської Аравії і Радянського Союзу. Гребля була побудована для виробництва електроенергії і зрошування землі по обидві береги Євфрату.

## Історія проекту
У 1927 році, коли Сирія була під французьким мандатом, було запропоновано побудувати греблю в долині Євфрату недалеко від сирійсько-турецького кордону. Після здобуття Сирією незалежності у 1946 році, була знову досліджена практична здійсненність цієї пропозиції, але план не був виконаний. У 1957 році сирійський уряд досяг угоди з Радянським Союзом з технічної та фінансової допомоги для будівництва греблі в долині Євфрату. Сирія, в рамках Об'єднаної Арабської Республіки (ОАР), підписала угоду з ФРН в 1960 році на отримання кредиту для фінансування будівництва греблі. Після того як Сирія вийшла з ОАР у 1961 році, нова угода про фінансування греблі була досягнута з Радянським Союзом у 1965 році. Спеціальне державне відомство було створено в 1961 році для спостереження за будівництвом греблі
Спочатку, гребля Табка планувалась греблею подвійного призначення. Гребля мала включати в себе ГЕС з восьми турбін, здатних виробляти 824 МВт загалом, і мала зрошувати площу 640 000 га по обидві береги Євфрату Будівництво греблі тривало у 1968 — 1973, проте спорудження ГЕС було закінчено у 1977 році. Загальна вартість греблі склала 340 млн. дол США з яких 100 млн. дол США було надано у формі кредиту з боку Радянського Союзу. Радянський Союз також надав технічну експертизу. На будівництво було залучено до 12 тис. сирійців і 900 техніків з СРСР. Вони були розміщені в сьогоденному Ес-Саурі .  Для здійснення цього проекту, а також будівництва іригаційних робіт на річці Хабур, сирійську національну залізницю (Chemins de Fer Syriens) було продовжено з Алеппо до греблі, через Ар-Ракка, Дейр-ез-Зор і Камишли. Чотири тисячі арабських родин, які жили в затопленій частині долини Євфрату були переселені в інші місця північної Сирії

### Суперечка з Іраком
У 1974 році Сирія почали заповнення водосховища, зменшуючи потік Євфрату. Трохи раніше, Туреччина почали заповнювати водосховище Кебан, проте на сточищі Євфрату розпочалась посуха У результаті Ірак отримав значно менше води з Євфрату, ніж зазвичай, річний стік Євфрату знизився з 15,3 км³ в 1973 році до 9,4 км³ в 1975 році Ірак попросив Лігу арабських держав втрутитися, проте Сирія стверджувала, що вона отримала менше води з Туреччини, тому відмовилися співпрацювати У результаті напруженість зростала Ірак і Сирія розгорнули свої війська біля спільного кордону. Ірак також погрожував бомбити греблю Табка.  Вирішенням суперечки була підписана угода у 1975 році за посередництвом Саудівської Аравії та Радянського Союзу за якій Сирія негайно збільшила потік від греблі і погодилася дати 60% потоку води Євфрату до Іраку У 1987 році, Туреччина, Сирія та Ірак підписали угоду, за якою Туреччина гарантувала на турецько-сирійському кордоні підтримувати стік Євфрату 500 м³/сек, що є 16 км³/рік

## Археологічні розкопки
Перед заповненням водосховища греблі Табка між 1963 і 1974 проводилася інтенсивна міжнародна програма археологічних розкопок у районі, який перебував під загрозою затоплення. У рамках цієї програми розкопки були проведені на об'єктах, які датовані, починаючи з періоду пізньої Натуфійської культури до періоду Османської імперії. Розкопки включали такі об'єкти, як Абу-Хурейра, Емар, Хабуба Кабіра, Мурейбет, Тель-ес-Свейхат, Тель-Фрей і Дібсі Фарадж. У Джабері, замку на вершині пагорба, який буде перетворено на острів від затоплення водосховища Аль-Ассад, була побудована захисна гласіса, а два мінарети у Мурейбеті та Мескені були переміщені в зону за межами ділянки затоплення.

## Характеристики греблі й водосховища
Гребля Табка розташована у місці, де скельні виходи на кожній стороні долини Євфрату є менш ніж за 5 км один від одного. Кам'яно-накидна гребля має 4,5 км завдовжки, 60 м заввишки від русла річки (307 м над рівнем моря), 512 м завширшки у підмурівку і 19 м по гребеню ГЕС розташована на південному краю греблі і містить вісім поворотно-лопатевих турбін. Швидкість обертання турбін становить 125 RPM , і вони потенційно можуть генерувати 103 МВт кожна. Водосховище Асад має 80 км завдовжки і в середньому 8 км завширшки Водосховище потенційно може містити 11,7 км³ води, в цьому випадку розмір площі її поверхні буде 610 км². Річне випаровування становить 1,3 км³ у зв'язку з високою середньою температурою влітку в північній Сирії Це вельми багато в порівнянні з водосховищами вище за течією від водосховища Асад. Наприклад, випаровування на водосховищі Кебан становить 0,48 км³/рік приблизно з тією ж площею поверхні
Проте ані ГЕС, ані водосховище перед початком громадянської війни у Сирії не використовували свій повний економічний потенціал. Хоча водосховище потенційно може містити 11,7 км³, фактична ємність становить 9,6 км³, з площею 447 км³. Пропонована схема зрошення має ряд проблем, у тому числі високий вміст гіпсу у меліорованих ґрунтах навколо водосховища, засолення ґрунтів, руйнування каналів, якими прямує вода з водосховища, і небажання фермерів переселитися в новітні меліоровані райони. В результаті, тільки 60 000 га зрошували з водосховища у 1984 році. У 2000 році зрошувальна поверхня зросла до 124 000 га, що є лише 19% від прогнозованих 640000 га. У зв'язку з низьким надходженням, ніж очікувалося, води з Туреччини, а також відсутність технічного обслуговування, гребля генерує тільки 150 МВт замість 800 МВт. Водосховище є найважливішим джерелом питної води в Алеппо, забезпечуючи місто по трубопроводу з 0,08 км³/рік. Водосховище також підтримує розвиток рибної промисловості